# Creu de terme de Santa Eulàlia de Pardines
La Creu de terme a Santa Eulàlia de Pardines és una creu de terme de Prats de Lluçanès (Lluçanès) situada a 100 metres al sud-est de l'església de Santa Eulàlia de Pardines.
La creu, de pedra, és sustentada per un pilar de cantells bisellats que reposa sobre un sòcol i un graonat de tres graons quadrangulars de pedra. El fust està coronat per un capitell a tall de nus decorat per un àngel a cada costat amb sis ales, un home barbut amb un llibre a la mà i una dona amb la mà alçada. El fust continua formant un curt tram fins que arriba a la creu. Aquesta està formada per tres braços esculpits amb motius vegetals i cenyits per un bocell en cordó, i al centre, un marc quadrat calat envolta un cos tetralobulat que té els lòbuls en arc apuntat. Dins d'aquest cos hi ha, a la banda nord-oest, la figura de la verge amb el nen, i al costat sud-est la figura de Crist crucificat.
Una placa de metall col·locada al sòcol presenta la inscripció: RECORD / SANTA MISSIÓ / SETEMBRE 1954.
En una fotografia de l'any 1917, la creu mostra el mateix graonat i el mateix sòcol, però tant el fust, més esvelt i alt, com la creu pròpiament -amb els braços decorats amb flors de lis i una figura central de la Mare de Déu orant-, és diferent. Es desconeix la ubicació actual d'aquesta creu antiga documentada fotogràficament a principis de segle xx. La creu que hi ha actualment, segons recorden veïns de la zona, la va pagar una família de Ripoll, amics del mossèn, a mitjans dels anys 50.